# Романюк Віталій (Віктор) Степанович
Віта́лій (Ві́ктор) Степа́нович Романю́к (18 листопада 1938, село Завизів, тепер Острозького району Рівненської області — 30 серпня 2023, місто Стрий Львівської області) — український громадський діяч, письменник, директор Стрийського будинку працівників освіти, завідувач Стрийського міського відділу культури Львівської області. Народний депутат України 1-го скликання.

## Біографія
Народився в селянській родині.
У 1956—1957 роках — учень Рівненської бухгалтерської школи.
У 1957—1958 роках — рахівник Мізоцького ССТ Острозького району Рівненської області. У 1958—1959 роках — старший рахівник Межиріцького ССТ Острозького району Рівненської області.
У 1959—1964 роках — студент Львівського торгово-економічного інституту, товарознавець.
З 1963 року — бухгалтер, товарознавець, завідувач навчальної частини школи-магазину, старший товарознавець, організатор-інструктор Стрийської райспоживспілки Львівської області.
У 1966—1972 роках — студент Дрогобицького державного педагогічного інституту імені Івана Франка, вчитель української мови та літератури.
З 1969 року — директор Стрийського будинку працівників освіти Львівської області.
4.03.1990 року обраний народним депутатом України, 1-й тур, 64,52 % голосів, 11 претендентів. Входив до «Народної ради», фракція Народного руху України. Член Комісії ВР України з питань культури та духовного відродження.
З 1994 року — завідувач Стрийського міського відділу культури Львівської області.
Голова літературно-мистецького об'єднання «Хвилі Стрия» (з 1964). Керівник суспільно-політичного клубу «Аргумент» у місті Стрию (1988). Голова Стрийського міськрайонного Товариства української мови імені Тараса Шевченка (1988—1989). Голова Благодійно-видавничого товариства «Щедрик» (з 1991); голова Антикризового об'єднання із захисту економічних і соціальних прав промисловців, підприємців та громадян.
Голова Стрийської крайової організації Народного руху України (1989—1991). Член Демократичної партії України, голова Стрийської міської організації Національної Ради. Голова Стрийської міської організації УНП «Собор».
Член Національної спілки письменників України (з 1974). Відповідальний секретар Стрийської організації Національної спілки письменників України (з 1998). Член правління Львівської організації Національної спілки письменників України.
Автор поетичних книг: «Тривожні зіниці» (1969), «Калинові коні» (1973), «Крила буднів» (1978), «Високосний вік» (1982), «Голосом зернини» (1987), «Вічний верховинець» (1989), «Горинь» (1991), «Пора милосердя» (1993), «Сузір'я калини» (1996), «Чужа хата» (2001), книжок публіцистики «Не вмерла і не вмре!» (1997), «Вибрані твори» в 2 т. (1998). Упорядник, редактор і видавець книжки «Хвилі Стрия».

## Нагороди та звання
- орден «За заслуги» ІІІ ступеня (.10.1998)[2]
- заслужений працівник культури Української РСР (1974)
- Почесний громадянин Стрия[3].